# Ligue communiste révolutionnaire
Pour les articles homonymes, voir Ligue communiste révolutionnaire (homonymie) et LCR.
La Ligue communiste révolutionnaire (LCR) est un parti politique français d'extrême gauche, section française de la IVe Internationale - Secrétariat unifié. Elle a d'abord été connue sous le nom de Ligue communiste (LC) de 1969 à 1973, puis de Front communiste révolutionnaire (FCR) en 1974, avant de devenir la LCR la même année. Le parti se dissout dans le Nouveau Parti anticapitaliste (NPA) en 2009.

## Activités
La LCR participe à toutes les élections nationales à partir de 1997 et s'investit dans le mouvement social ; ses membres militent activement dans les organisations syndicales (en particulier les syndicats CGT, FSU et SUD), dans diverses associations du mouvement ouvrier, dans le mouvement altermondialiste et sont actifs dans maintes autres activités considérées comme liées à la lutte des classes (mouvement des sans-papiers, grèves, comités Palestine, mouvement féministe, luttes LGBT).[réf. nécessaire]

## Histoire
(avril 2015).

### Origines

#### Jusqu'en mai 1968: le PCI et la JCR
La Ligue communiste révolutionnaire (LCR) est issue du mouvement communiste trotskiste, anti-stalinien. Elle a succédé en 1974 à la Ligue communiste qui a rassemblé en 1969 des militants de deux entités déjà existantes : le Parti communiste internationaliste (PCI), créé en 1944, dirigé par Pierre Frank, et la Jeunesse communiste révolutionnaire (JCR), également « frankiste », créée en 1966 à partir d'une scission, en 1965, de l'Union des étudiants communistes (UEC), à la suite du ralliement au PCI d'un certain nombre de ses militants de l'« opposition de gauche », en particulier Alain Krivine, Henri Weber, Charles Michaloux, Janette Habel. Elle est rattachée à la famille « frankiste » du trotskisme français, opposée à ce titre au lambertisme et au pablisme, tour à tour exclus de la IVe Internationale, et à Lutte ouvrière (LO), qui s'était constituée, après la Seconde Guerre mondiale, en marge de la IVe Internationale.
Section française de la IVe Internationale, le Parti communiste internationaliste (PCI) s'était distingué par son soutien aux luttes de libération nationale en Indochine et en Algérie (soutien au Front de libération nationale organisé par Michel Pablo) ainsi que par son soutien critique à Tito lors de la rupture de la Yougoslavie avec l'URSS.
La Jeunesse communiste révolutionnaire (JCR), créée à l'instigation de Pierre Frank par Alain Krivine, Charles Michaloux, Daniel Bensaïd et Henri Weber, était une organisation de jeunesse trotskiste, qui agissait dans les « trois secteurs de la révolution mondiale » : révolutions anti-coloniales au Viêt Nam et en Amérique latine, mouvements étudiants et luttes ouvrières en Europe, luttes anti-bureaucratiques à l’Est (Tchécoslovaquie).
La JCR a abordé Mai 68 dopée par ses activités dans la lutte contre la guerre du Viêt Nam — ayant fondé le Comité Vietnam national (auquel les maoïstes de l'UJC(ml) opposent les Comités Vietnam de base) — et son soutien aux mouvements anti-coloniaux.
L'activité de la JCR et du PCI pendant Mai 68 est arrêtée par le leur dissolution par décret gouvernemental, le 12 juin 1968, dont sont également victimes dix autres organisations d'extrême-gauche coïncidant avec la création d'un Comité pour la liberté et contre la répression. C'est cette dissolution qui donnera indirectement naissance à la Ligue communiste, lors d'un congrès clandestin début mai 1969 à Mannheim. Une « commission très spéciale » (CTS) est « créée du temps de la JCR » par Henri Weber « se réunissant toujours en sa présence » comme une « petite armée privée ». Henri Weber explique avoir mis au point un système d'organisation de manifestations clandestines basé sur les « rendez-vous secondaires ». Pour déjouer l'intervention de la police, le lieu de rassemblement n'était communiqué qu'à nos militants qui ensuite le divulguaient aux autres à des « rendez-vous secondaires » convergeant ensuite vers la manifestation. Dès le 4 octobre 1970, deux lycéens de Mai 68, Romain Goupil et Michel Recanati sont associés, en compagnie de Daniel Bensaïd, à une opération-spectacle, asperger de peinture blanche le général Kye, vice-président du Sud-Vietnam en visite officielle à Paris, depuis le toit de l'école Polytechique.

#### 1968-1973: la ligne guévariste de la Quatrième Internationale

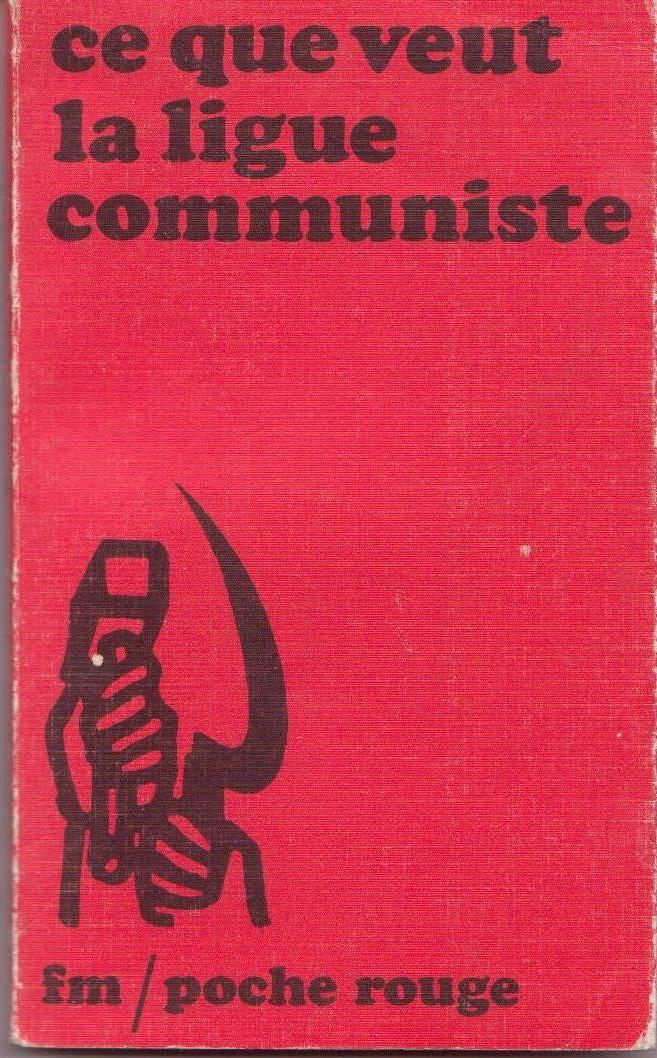
Livre de la ligue communiste, paru en 1972 aux éditions François Maspero / poche rouge.

Mai 1968 a modifié les données de l'ensemble de l'échiquier politique en France, comme ailleurs dans le monde. Charles de Gaulle se retire après le référendum sur la réforme du Sénat et la régionalisation, tandis que la gauche cherche à définir une nouvelle politique : pendant les événements de Mai 68, elle est en effet soit débordée (Parti communiste français), soit disloquée (Parti socialiste) et doit donc se reconstruire.
Au congrès d'Épinay dit « de l'unification des socialistes » en juin 1971, François Mitterrand s'allie à Pierre Mauroy et au CERES de Jean-Pierre Chevènement pour proposer ce qu'ils appellent un « Front de classe », à savoir une alliance entre le Parti communiste français, le Parti socialiste et le Mouvement des radicaux de gauche à travers un Programme commun de gouvernement. Signé en 1972 et prônant la rupture avec le capitalisme, celui-ci inclut notamment les nationalisations de certains secteurs industriels et le droit de veto des comités d'entreprise.
Bien que très orienté à gauche, la Ligue communiste considère que ce programme est « vidé de sa substance », le jugeant, certes, comme un programme radical, anticapitaliste, mais pas sur la question centrale qui détermine le reste : l'État. Elle considère également que c'est un programme de « collaboration de classe ». Amenée de fait à se déterminer, la Ligue soutient cependant l'initiative sans soutenir le programme, dans le cadre d'une stratégie dite « unité, action, débordement ».
Une minorité se constitue progressivement autour de Gérard Filoche (alias Matti) et Daniel Gluckstein (alias Michael), puis Dominique Losay (alias Letourneau), pour porter l'orientation vers un « Front unique ouvrier ».
À l'élection présidentielle de 1969, la Ligue communiste décide de présenter Alain Krivine, qui, après avoir été libéré de prison après l'été 1969, est en train de terminer son service militaire. Soutenu par certains mouvements d'extrême-gauche dont Lutte ouvrière et les maoïstes de Vive le communisme, il obtient près de 240 000 voix (1,06 %), Jacques Duclos (PCF) obtenant 21,3 % des suffrages. Georges Pompidou est élu président de la République.
Après sa fondation en avril 1969, par fusion des militants du Parti communiste internationaliste et de la Jeunesse communiste révolutionnaire à la suite de la dissolution des deux organisations par le gouvernement, la Ligue communiste devient la section française de la IVe Internationale. Le groupe « spontanéiste et mouvementiste » de Guy Hocquenghem, André Glucksmann et Françoise Renberg, compagne de Glucksmann et fille de Jeannette Colombel, s'y oppose et quitte la Ligue.
Deux ans plus tard, en mars 1971, le groupe Révolution ! (Isaac Johsua, Henri Maler et Christian Picquet) fait scission en contestant la ligne suivie par la LC au sein du Secours rouge (France), fondé à l'instigation de Jeannette Colombel. Le même mois, la LCR s'est jointe à la Gauche prolétarienne pour l'attaque violente du 9 mars 1971 contre un meeting d'Ordre nouveau au Palais de Sorts de Paris, préparée par un tract affirmant n'avoir « pas oublié le massacre de nos frères algériens par les successeurs des nazis lors de la guerre pour l’indépendance de l’Algérie » ni le « mot d’ordre du poète de la Résistance : Par les armes et par le sang, délivrez-nous du fascisme »
Une partie des médias estime que la violence a démasqué des « fascistes de gauche » et réclame la dissolution tant de la Ligue communiste que d'Ordre nouveau, chez qui une tonne de barres de fer est ensuite saisie lors d'une perquisition. Le 13 mai 1971, une violente bagarre oppose 70 militants trotskistes armés et casqués venus de Paris au syndicat patronal CFT de Citroën Rennes, bagarre à l'issue de laquelle trois militants de la Ligue Communiste sont interpellés par les forces de l'ordre. Ils seront en janvier 1973 reconnus coupables de « violences aggravées » et condamnés à des peines de prison avec sursis. Après les combats très violents du 9 janvier 1971 contre le meeting des néofascistes d'Ordre nouveau, menés sous la direction d'Henri Weber et à l'instigation de ses membres, parmi lesquels Romain Goupil, Olivier Martin, Xavier Langlade ou les faux jumeaux Cyroulnik, la « commission très spéciale » (CTS) créée en 1968 avait été « substantiellement renforcée et réorganisée » et prenait dorénavant pour cibles les groupes d'extrême-droite et les syndicats patronaux, selon Henri Weber qui en cède le leadership en 1972 à Daniel Bensaïd[réf. souhaitée].
Considérant que Mai 1968 avait été une « répétition générale » par analogie avec la révolution russe (1905/1917), la Ligue communiste cherche à intervenir sur tous les fronts de la lutte et à multiplier les secteurs d'intervention (« dialectique des secteurs d'intervention ») pour que s'en dégage le parti d'avant-garde qui mènera la révolution. Daniel Bensaïd soutient alors la « violence révolutionnaire » et critique l'« électoralisme stalinien », tandis que Gérard Filoche préconise le « travail syndical » et l'entrisme dans les partis ouvriers. Janette Habel et Pierre Rousset proposent quant à eux une position intermédiaire, entre activisme de rue et action syndicale et politique. La Ligue communiste signe par ailleurs un protocole d'union avec Lutte ouvrière en 1970, mais le groupe de Hardy annule celui-ci deux ans plus tard.
La ligne politique est finalement arrêtée dans Le Manifeste de la Ligue communiste, qui considère que la France est entrée dans la phase de « préparation à un affrontement généralisé pour la conquête du pouvoir », et qu'il faut donc créer une « organisation centralisée de la violence » pour guider le prolétariat. Alors que la Quatrième Internationale - Secrétariat unifié, au sein duquel siègent Alain Krivine et Pierre Frank, a adopté depuis 1969 une ligne guévariste de soutien aux focos révolutionnaires, la Ligue communiste est alors sur une position proche de thèses insurrectionnelles, n'hésitant pas à défendre, malgré quelques tergiversations, la légitimité de la prise d'otages des Jeux olympiques de Munich de 1972, s'opposant sur ce point à la Gauche prolétarienne (maoïste).
La Ligue communiste soutient alors certaines actions de guérillas, notamment celles de l'ERP en Argentine (Jean-Pierre Beauvais et Hubert Krivine alias Sandor se rendent sur place et participent à sa fondation), du FPLP-CG au Proche Orient ou de l'ETA en Espagne. Contrairement au groupuscule pabliste de l'Alliance marxiste révolutionnaire (AMR), qui a officialisé sa rupture avec la IVe Internationale en 1972, la Ligue communiste est alors relativement hermétique aux nouveaux mouvements sociaux, bien que Françoise Filoche monte dès le début des années 1970 une tendance révolutionnaire (« les pétroleuses») au sein du Mouvement de libération des femmes (MLF), et qui sera très active au sein du Mouvement pour la liberté de l'avortement et de la contraception (MLAC) : elle critique en particulier le Front homosexuel d'action révolutionnaire (FHAR), considérant qu'il fait le jeu de la bourgeoisie. En juin 1972, la LCR publie dans son périodique Rouge : « Nous n'avons aucune hostilité de principe contre la lutte que mènent les homosexuels contre l'ostracisme dont les entoure la société bourgeoise, nous n'en trouvons que plus lamentables les grotesques exhibitions du FHAR, lors des dernières manifestations [...]. En se comportant comme des "grandes folles", les homosexuels du FHAR révèlent à quel point ils sont victimes de l'oppression sexuelle bourgeoise ».
Par ailleurs, après la signature du Programme commun en juin 1972 entre le Parti socialiste (PS), le Parti communiste français (PCF) et le Mouvement des radicaux de gauche (MRG), la Ligue communiste se divise à nouveau en tendances :
- une ultra-minorité s'y oppose radicalement, et part fonder les Spartakistes[10] ;
- une tendance majoritaire, dirigée par Alain Krivine et Daniel Bensaïd, soutient le Programme commun tout en qualifiant le PS de « parti bourgeois » et en ne voyant de l'espoir que dans le PCF, qu'ils espèrent remplacer[10] ;
- une tendance dirigée par Yves Salesse, qui prône l'intégration au Programme commun, afin d'en devenir la composante révolutionnaire[10] ;
- les anciens du Parti communiste internationaliste (PCI), derrière Pierre Frank et Michel Lequenne, qui soutiennent le Programme commun, comme Alain Krivine et Daniel Bensaïd, et considèrent que le PS est bien un parti ouvrier, et que la social-démocratie a donc encore de l'avenir (révolutionnaire)[10].

La Ligue communiste joue un rôle central lors des mobilisations du printemps 1973 contre la loi Debré réformant le sursis militaire pour les étudiants, mais bien moindre à Lip et au Larzac, où le PSU est au contraire très actif.

### La cause vietnamienne
Pas moins de trente unes de Rouge, le journal de la Ligue communiste, avaient été consacrées à l’Indochine entre septembre 1968 et août 1973 (sur un total de 218 numéros). La « main criminelle » des États-Unis est dénoncée. À deux reprises la une assimile les États-Unis à l’Allemagne nazie et Nixon à Hitler. Le 13 mai 1972 (no 157) un dessin emprunté à Siné figure une croix gammée dont les 4 branches correspondent aux membres d’un pantin coiffé d’un haut de forme aux couleurs américaines et tenant des missiles. Sur la une du numéro 186 (6 janvier 1973) apparaît la mention « Nixon, Hitler assassins » sur un charnier de victimes vietnamiennes. En novembre 1972, ils arrivent à envahir l'hôtel Hilton de Paris où se déroule une grande soirée pour l'élection présidentielle américaine.
Les groupes de gauche ont replacé leur action sur le contexte français, après les accords de Paris signant la fin de la Guerre du Viet Nam, précédés par le rapprochement sino-américain de 1972, qui coïncide avec un moindre activisme des maoïstes de la Gauche prolétarienne[réf. souhaitée]. Le 21 février 1972, Mao Zedong, président du Parti communiste chinois. accueille à Pékin le président des États-Unis Richard Nixon, pour une visite de huit jours. C'est le retour en grâce de la Chine, qui vient d'être admise à l'ONU.

### Manifestation du21 juin 1973et dissolution de la Ligue communiste
Deux mois et demi après les Élections législatives françaises de 1973 des 4 et 11 mars 1973, qui ont vu l'Union de la Gauche gagner 5,5 points dans les urnes et l'extrême-gauche plafonner à 1,3 % a lieu le 21 juin 1973 au Quartier latin l'attaque d'un meeting du mouvement d'extrême-droite Ordre nouveau (mouvement) à la Mutualité, sur le thème de « l'immigration sauvage », le 21 juin 1973, par les militants de la Ligue communiste et ceux de la Gauche prolétarienne, armés de bâtons et de casques, qui vont au contact des policiers interposés entre les deux parties. Entre le 2 janvier 1971 et le 12 mai 1973 l’organisation d'extrême-droite avait été impliquée dans 82 actes de violence publique
Dans ce climat politique tendu, la Ligue communiste juge la situation favorable pour affronter l'extrême droite (et « l'État qui la protège »). Le cortège de gauche aligne deux mille membres dont un millier est casqué et armé de matraques. Les jours précédents, les militants d’Ordre nouveau (mouvement) se sont promenés avec matraques et barres de fer dans le Quartier latin, provoquant des rixes. Henri Weber se porte en tête de la manifestation, avec Michel Recanati, lorsqu'elle commence, selon ses mémoires. Tous deux constatent que les manifestants sont plus nombreux que le seul service d'ordre habituel, en raison d'un appel public à s'y joindre.
Privée de communication radios, la police est désorganisée, enfoncée à diverses reprises, soumise à une pluie de centaines de cocktails Molotov. Deux camions de Police Secours ont été pris d’assaut et incendiés, cinq cars de police endommagés. Environ trois cents militants sont surpris à attaquer l'un des cars de police, mais les meneurs de la manifestation protègent les policiers, arrêtent une voiture et font transporter le brûlé et le policier en difficulté cardiaque à l'hôpital Sainte-Anne, selon le rapport du commissaire de police du XIIe arrondissement. Un total de 76 policiers sont blessés, dont seize hospitalisés dans un état grave, 9 sérieusement brûlés, deux policiers gravement brûlés selon le compte-rendu de la réunion des chefs de service au ministère de l'Intérieur et un dans un état préoccupant. Le meeting se vide, le service d'ordre d’ON est accompagné jusqu’à son siège par les policiers. La fouille du siège de la LC y dévoile « deux fusils de guerre avec des munitions, des revolvers et des pistolets d’alarme avec leurs munitions, vingt cocktails Molotov , une centaine de matraques et une centaine de casques, selon le rapport de Marcellin à Pompidou. 40 personnes ont été interpellées durant les événements ; dix-huit militants de gauche et six nationalistes sont inculpés, deux militants de gauche et cinq nationalistes sont condamnés. Dès le mois de mai 1973, une enquête de la direction centrale de la police judiciaire avait été faite sur la LC à la suite du mouvement des lycéens et des comités de soldat[réf. nécessaire].
L'attaque avait été lancée sans que Gérard Filoche, qui siégeait pourtant au bureau national, n'en soit informé. Gérard Filoche, dans ses mémoires, déplora « une action minoritaire, étrangère, et incompréhensible pour des millions de gens ». De même, les responsables du « travail ouvrier », Jeannette Pienkny (Janette Habel) et André Grimaldi (Radot) critiquèrent dès le lendemain une action contradictoire, selon eux, avec le patient travail d’implantation dans les entreprises et les syndicats. Le surlendemain, plusieurs cafés fréquentés par des immigrés sont attaqués au cocktail Molotov, par l'extrême droite, dans la nuit du 23 au 24 juin 1973, à Ivry, Vitry et dans le 15e arrondissement. Organisée par la Commission technique (CT) de la Ligue communiste, animée par Michel Recanati et Romain Goupil, et chargée des « opérations spéciales », l'attaque a été décidée par le bureau politique, dirigé par Alain Krivine, et Daniel Bensaïd, où siège Michel Recanati.
Après ces incidents, le ministre de l'Intérieur, Raymond Marcellin, décide de procéder à la dissolution de la Ligue communiste et d'Ordre nouveau le 23 juin 1973, ce qui pousse ses militants à rentrer dans la clandestinité sous le nom de « Front communiste révolutionnaire » (FCR) à partir d'avril 1974. La Ligue communiste se reformera officiellement sous le nom de « Ligue communiste révolutionnaire » en décembre 1974. Alain Krivine, qui était dans le sud lors de la manifestation afin d'éviter de se faire incriminer en vertu de la loi « anti-casseurs » de 1970 est arrêté, après avoir posé devant les photographes en compagnie de François Mitterrand, Edmond Maire, Claude Estier et Charles Hernu, tandis que Michel Recanati s'enfuit en Belgique sur ordre de la Ligue communiste. Même Jacques Duclos, secrétaire général du PCF, accepte de se rendre à un meeting de soutien au Cirque d'Hiver, à condition que les leaders de la LC ne s'y expriment pas.
Selon l'historien François Dosse, en s'opposant ainsi par deux fois aux meeting d'Ordre nouveau, en 1971 et 1973, la LC a vécu « un moment de tentation militariste » et une « dérive militariste assumée » par Michel Recanati qui en subit les conséquences et purge une peine de plusieurs mois de prison à la Santé , . Il avait déjà été inculpé une première fois, avec Alain Krivine, après perquisition, en mai 1972 à la suite des actions contre les consulats américains ou sud-vietnamiens (slogans peints sur la façade, drapeau américain brûlé) .
De nombreux débats parcourent la Ligue communiste/FCR après cet événement, portant notamment sur la stratégie révolutionnaire, le rôle de la violence ou la notion d'« avant-garde ouvrière large », sévèrement critiquée par Gérard Filoche, Henri Weber et Janette Habel, qui prône un retour à l'usine. Ces débats entraînent un changement de stratégie politique de la Ligue communiste/FCR et la fin de la période dite « gauchiste », d'autant plus qu'en 1974 le droit de tendance est accordé, à la demande de Gérard Filoche, chaque mouvance de la Ligue communiste/FCR ayant alors le droit de se réunir à part. Après le coup d'État du 11 septembre 1973 au Chili contre Salvador Allende, Alain Krivine avait signé un article critiquant le réformisme et prônant l'armement du prolétariat (¡El pueblo armado jamás será vencido!),. Mais la même année, sous l'influence du Socialist Workers Party américain, la IVe Internationale abandonne la ligne de soutien aux guérillas, constatant leur échec (mis à part en Argentine, qui sort d'une dictature en 1973 avec le retour de Perón, tous les pays du Cône Sud ont basculé sous des régimes dictatoriaux qui s'allient au sein de l'opération Condor). Par ailleurs, réfléchissant sur la situation française, la Ligue communiste/FCR conclut que le temps de l'horizon insurrectionnel est mythique ; elle se réoriente alors vers le travail dans les usines, opérant un tournant « ouvriériste ». Tout comme pour la Gauche prolétarienne, la Ligue communiste/FCR recule juste avant de basculer dans la lutte armée.

### 1974-1981: années Giscard
Progressivement la LCR s'éloigne du courant prôné par les anciens de la JCR Alain Krivine, Henri Weber, Daniel Bensaïd, etc. Pierre Rousset alias Sterne, Gérard de Verbizier la Treille alias Vergeat, Yves Salesse alias Boris, Charles Michaloux alias Garcin, Janette Habel alias Habel, François Sabado et d'autres recentrent la Ligue communiste vers des positions plus centrées sur le mouvement social (gauche de la CFDT notamment) qui laissent envisager à certains un éventuel rapprochement avec l'OCI lambertiste (voir par exemple les écrits d'Edwy Plenel, alias Krasny). Les anciens dirigeants de la JCR (Alain Krivine, Henri Weber, Daniel Bensaïd) sont progressivement affaiblis[Quand ?] depuis qu'un groupe du PSU, mené par Jacques Kergoat et Jean-Marie Vincent (auteur de La théorie critique et l'école de Francfort, 1976) a rejoint la Ligue communiste en 1972.
Lors de la campagne électorale de 1974, Alain Krivine se dit prêt à soutenir la candidature, dès le premier tour, du syndicaliste Charles Piaget, militant de la CFDT célèbre pour son activité à Lip, qui est membre du PSU et poussé par une partie des militants autogestionnaires du PSU. Mais le 7 avril 1974, un mois avant le premier tour, Michel Rocard convainc le PSU de soutenir Mitterrand. Alain Krivine se présente donc pour le « Front communiste révolutionnaire », obtenant 0,36 % des suffrages, trois fois moins qu'en 1969 et six fois moins qu'Arlette Laguiller (LO). Les années Giscard commencent.
Diverses tendances officielles voient le jour en 1974 :
- la Tendance 1 (T1) derrière Gérard Filoche, et Daniel Gluckstein, qui prône l'entrisme dans les syndicats et s'oppose à la priorité donnée à l'« hégémonie sur l'avant-garde large » ; elle obtient 20 % des voix[10] ;
- la Tendance 2 (T2) derrière Alain Krivine, Henri Weber et Daniel Bensaïd, qui demeure majoritaire[10] ;
- la Tendance 3 (T3) derrière Michel Lequenne, Jean-René Chauvin et d'autres anciens militants du PCI, qui prône l'unité d'action avec les réformistes et la constitution d'une avant-garde large[10] ;
- la Tendance 4 (T4) derrière Jacques Cotta et Denis Colin, qui s'oppose aux dérives guérilleristes et prône l'alliance avec les lambertistes[10].

L'année suivante, des négociations sont menées avec le Parti socialiste unifié (PSU) afin d'opérer une fusion, les rocardiens ayant quitté ce dernier après les Assises du socialisme. La fusion échoue cependant (en revanche, l'AMR, pabliste, fusionne dans le PSU). La même année 1975, la « tendance bolchevik-léniniste » de la Ligue rejette l'« électoralisme » de l'organisation, ainsi que son analyse de l'URSS, et scissionne pour créer l'Union ouvrière, qui évoluera vers l'ultragauche. D'autres rejoignent au contraire le Parti socialiste (Martine Lignières-Cassou, qui sera élue maire de Pau dans les années 2000, etc.).
Des négociations sont ensuite menées, en 1977, avec l'Organisation communiste libertaire (OCL) en vue d'une fusion : nouvel échec. La Ligue compte alors 3 800 militants (l'OCI lambertiste 8 000), et 10 000 sympathisants dans les Cercles rouges. Afin de concurrencer les maos de Libération, Rouge devient quotidien.
De 1975 à 1978, la majorité de la LCR perd tout contrôle sur son secteur étudiant, pourtant formellement dirigé par François Sabado (expérience qui se répète en 1996-98...). Fort de son poids dans le mouvement étudiant de 1976, Dominique Losay alias Letourneau prend le contrôle du secteur étudiant et commence à imposer un tournant vers le syndicalisme. Lui et François Cortes alias Ulysse, ont avec eux la majorité absolue des étudiants de la Ligue. Derrière, avec Gilles Casanova alias Swanee, Robi Morder et Didier Leschi, une minorité plus polarisée sur les mouvements sociétaux échappe aussi au contrôle de la direction, rejoignant en 1977 les Comités communistes pour l'autogestion (CCA) où sont présents des pablistes. Dominique Losay alias Letourneau ainsi que Gluckstein mettent Gérard Filoche en minorité et prennent la tête de la T1 qu'ils font fusionner avec la T4 de Christian Leucate alias Némo et François Cortes alias Ulysse, prônant l'union PS-PC et l'alliance avec les lambertistes. La T2 de Alain Krivine s'oriente aussi vers l'idée du front unique PS-PC.
De 1977 à 1981, la LCR dénonce la « politique de division » du PCF qui voit l'union se faire à son détriment. La LCR défend le maintien de « l'unité des organisations ouvrières ». Aux législatives de mars 1978, la LCR constitue des listes communes avec les CCA et l'Organisation communiste des travailleurs (OCT), intitulées « Pour le Socialisme, le Pouvoir aux travailleurs ». Celles-ci sont cependant un échec, et peu après, Rouge est confronté à d'importantes difficultés financières: 110 journalistes doivent être licenciés, Gérard Filoche étant chargé du plan social. Alors que Lambert propose à la Quatrième Internationale - Secrétariat unifié d'organiser des négociations en vue de l'union des trotskistes, Alain Krivine, réticent mais contesté en interne, accepte, en tentant de convaincre LO de s'y associer afin de ne pas se retrouver seul face à Pierre Lambert. LO est réticent. la LCR l'y pousse en acceptant l'union lors des élections européennes de juin 1979. La liste commune ne fait que 3,08 % (aucun élu).
En novembre 1979, la direction de la LCR est mise en minorité concernant sa volonté d'appuyer l'intervention soviétique en Afghanistan (Jean-Marie Vincent, qui devient philosophe à Nanterre, fait partie de ceux qui s'y opposent). Dans le même temps a lieu l'exclusion de la « tendance léniniste-trotskyste » (TLT), produit du regroupement de partisans français du Socialist Workers Party américain (SWP) (Dominique Losay alias Letourneau, et Daniel Gluckstein alias Seldjouk), de pro-lambertistes (Christian Leucate alias Némo, François Cortes alias Ulysse) ainsi que de la « tendance bolchévique », pro-Nahuel Moreno (PST Argentin) lors du congrès de L'Haÿ-les-Roses. Dans son intervention de réponse à Daniel Bensaïd porte-parole de la majorité, Dominique Losay alias Letourneau, au nom de la TLT, appelle au regroupement avec l'OCI dans le cadre d'une « conférence mondiale ouverte ».
Les dissidents exclus en novembre 1979 au congrès de L'Haÿ-les-Roses, qui représentent 20 % de l'organisation fondent la Ligue communiste internationaliste (LCI), qui refuse notamment l'appui au Front sandiniste de libération nationale en raison de la présence d'éléments « bourgeois ». La LCI fusionne en octobre 1980 avec l'Organisation communiste internationaliste (OCI) « lambertiste ». Dominique Losay alias Letourneau et Christian Leucate alias Némo ne font qu'un très bref passage à l'OCI alors que Daniel Gluckstein en devient le principal dirigeant. L'OCI profite de ce coup pour marginaliser Julien Dray et Sylvia Zappi (LCR, 15 % des voix) lors du Congrès UNEF-ID de Nanterre de 1980 : les lambertistes mettent la main sur le syndicat étudiant, alors que la LCR avait réussi à être présente, les années précédentes, aussi bien au sein de l'UNEF-US que du Mouvement d'action syndicale, contrôlé par la LCR depuis 1977.
Le départ de Daniel Gluckstein permet à Alain Krivine et Daniel Bensaïd de reprendre la majorité, n'ayant plus besoin d'une alliance avec Gérard Filoche. L'Union de la gauche est dénoncée et la LCR appuie le « virage à gauche » de Georges Marchais et soutient la guerre en Afghanistan. C'est lors du même congrès que deux des courants de l'O.C.T (organisation résultant de la fusion entre Révolution ! et la GOP), entrent dans la LCR à la suite d'un processus de fusion qui dure depuis une année. Pour certains des dirigeants de ces deux courants comme Isaac Johsua ou Christian Picquet, il s'agit d'un retour après la scission de 1971, mais d'autres comme son frère Samuel Johsua ou Hélène Adam (Maroussia) n'ont jamais appartenu à la LCR. Alors que Gérard Filoche est à 20 % et que la T3 de Michel Lequenne, Jean-René Chauvin, Samuel Johsua est à 27 %, Alain Krivine obtient alors 40 % des votes des militants : la LCR s'engage dans l'ouvriérisme, les militants devant aller s'établir à l'usine (« ligne de prolétarisation industrielle »).
En 1977, la LCR créé une commission nationale sur l'homosexualité (CNH). La question des mœurs demeure cependant rigide : en 1979, trois membre de la commission quittent le parti, critiquant sa négligence sur l'homosexualité. Ils écrivent dans Rouge, notant qu'aucun texte concernant l'homosexualité n'ait été porté lors du IIIe congrès : « Ce n'est pas là un problème conjoncturel, lié au conditions du congrès. Jamais le mouvement ouvrier, à l'exception de la social-démocratie de Karl Liebknecht, n'a accepté de lutter aux côtés des homosexuels. Au sein même du mouvement trotskiste, notre situation n'est pas nouvelle ». En 2011, dans le magazine Manière de voir, Benoît Bréville note que cela se lit dans un contexte où « l'intégration politique des militants homosexuels se heurte aux traditions de l'extrême gauche, qui valorise une identité ouvrière à la fois masculine, productiviste et hétérosexuelle ».

### 1981-1988: premier septennat de Mitterrand
Forte de 3 800 militants vers 1977, la LCR ne compte plus en 1980 que quelque 1 800 adhérents (contre 4 500 à l’OCI et 650 à LO) et en 1981 que 570 militants (457 titulaires et 113 stagiaires) selon Jean-René Chauvin, alors au bureau politique, soit à peu près autant qu'en 1966. Affaiblie, elle n'obtient pas le nombre de 500 signatures d'élus pour pouvoir présenter un candidat à l'élection présidentielle de mai 1981. Elle appelle à voter pour Arlette Laguiller (LO) ou Georges Marchais (PCF) au premier tour et pour François Mitterrand au second, tandis que l'OCI appelle à voter Mitterrand dès le premier tour. Fin 1981, plusieurs personnalités quittent le parti, notamment Julien Dray, Jean-Christophe Cambadélis, Harlem Désir, Laurence Rossignol, qui rejoindront le Parti socialiste, et Jean-Marie Vincent.
La LCR considère que la victoire de François Mitterrand en 1981 est un effet différé de Mai 68. Elle compare cette élection à celle du Front populaire de 1936 et considère que la dynamique de l'élection doit déboucher sur un nouveau « juin 1936 » (grève générale). Cette analyse de la situation l'amène à une stratégie politique qu'elle nomme « tournant ouvrier ». En effet, prévoyant la possibilité de la grève générale, elle veut être « là où ça se passe », c'est-à-dire dans les usines. La LCR veut « changer sa composition sociale par effet mécanique d'implantation ».
Environ 400 militants sont impliqués dans ce « Tournant ouvrier ». Mais, selon le bilan fait plus tard par la LCR, « le tournant ouvrier fut une mauvaise réponse à un vrai problème : sa faiblesse d'implantation dans les concentrations ouvrières, mais une mauvaise réponse car on ne peut se fabriquer une implantation ouvrière en transformant intellectuels, étudiants et employés en ouvriers »[réf. souhaitée]. Les maoïstes expérimentent cette politique dès les années 1960-1970 et font les mêmes constats. Plus tard, à la suite de la grève de 1995, un groupe d'étudiants appartenant à la Tendance minoritaire « R! » décide à nouveau d'abandonner ses études pour se consacrer au militantisme ouvrier, dont Olivier Besancenot[réf. souhaitée].
En 1983, la situation politique change brusquement avec la « tournant de la rigueur » du gouvernement Fabius pour maintenir la France dans le système monétaire européen : suppression de l’indexation des salaires, report des 35 heures, blocage des salaires des fonctionnaires. La LCR juge que le gouvernement adhère aux thèses capitalistes et considère que cela accélère le « déclin du PCF » et la transformation « social-libérale » du Parti socialiste.
Puis vient la défaite électorale de la gauche en 1986, et l'arrivée de Jacques Chirac comme premier ministre. La LCR amorce alors un déclin, ayant surestimé les possibilités révolutionnaires de 1981. De plus, le virage brusque de la politique de François Mitterrand ne leur profite pas. Au contraire, tous les mouvements d'extrême gauche décroissent durant cette période (beaucoup d'électeurs se tournant vers le Front national). La LCR perd beaucoup de militants et donc de visibilité. Elle s'est cependant investie dans des conflits sociaux de l'époque, notamment dans les mouvements des ouvriers de l'automobile (Peugeot, Talbot) ou de la sidérurgie. Elle s'implique aussi dans la création et le développement de SOS Racisme[réf. nécessaire], dans les mouvements de grèves étudiantes de 1986 contre la loi Devaquet ou le mouvement de grève à la SNCF la même année. Selon Christophe Nick, elle n'a au contraire aucune « prise ni le plus petit début d'influence » sur SOS Racisme et les grèves étudiantes de 1986, qui ont comme porte-parole David Assouline, alors militant à la Ligue ouvrière révolutionnaire (LOR), suggéré par Cambadélis dirigeant de l'UNEF-ID et passé au PS. Au niveau international, elle soutient le Front sandiniste de libération nationale au Nicaragua et le Front de libération nationale kanak et socialiste en Nouvelle-Calédonie.
La LCR commence à se remettre en cause à partir de 1984, élaborant un aggiornamento à l'initiative de Christian Picquet. Elle se rapproche alors du Parti pour une alternative communiste (PAC « est le nouveau nom donné en 1985 au Parti Communiste Marxiste-Léniniste (PCML) afin d'officialiser sa rupture avec le maoïsme »), de la Fédération pour une gauche alternative (FGA) -, où s'activent des pablistes - et du PSU.
Pour l'élection présidentielle de 1988, la LCR décide de soutenir et de s'investir dans la campagne de Pierre Juquin, candidat dissident du Parti communiste français. Sa candidature reçoit également le soutien du Parti socialiste unifié et de groupes pablistes (Maurice Najman et Gilbert Marquis jouent un rôle important dans la campagne). Jean-Paul Deléage (LCR) devient directeur de campagne de Pierre Juquin, assisté de Christophe Aguiton. Pierre Juquin obtient 2,10 % des voix.
La même année, après la grève des infirmières, dans laquelle Françoise Filoche et Pascal Dias se sont impliqués, Edmond Maire expulse les trotskistes de la LCR de la CFDT, Pierre Héritier étant exclu de la direction: Christophe Aguiton fonde alors Sud-PTT.

### 1989-1995: chute du mur de Berlin et conséquences
En 1989, le mur de Berlin s'effondre, puis en 1991 l'URSS. L'économie de marché s'installe dans tous les pays de l'Est. Cela provoque un profond changement politique à l'échelle internationale. Les partis communistes s'effondrent, les partis socialistes de toute l'Europe abandonnent l'anticapitalisme et acceptent l'économie de marché. Une vague d'optimisme souffle sur les pays occidentaux durant les années 1990 (croissance économique, révolution numérique).
La LCR s'oriente alors vers la création d'un nouveau parti. Elle fait une analyse de la situation : « Nouvelle époque, nouveau programme, nouveau parti ».
- Nouvelle époque car elle considère que le socialisme a perdu le siècle mais que le capitalisme n'a pas résolu ses problèmes, que ce n'est pas la fin de l'histoire et que la lutte des classes continue, et qu'il y aura donc de nouvelles crises, de nouvelles contradictions affichées par le capitalisme, de nouvelles guerres et donc de nouvelles révolutions.
- Nouveau programme qui puisse prendre en compte le bilan du stalinisme et de la social-démocratie, pour une nouvelle stratégie de transition du capitalisme vers le socialisme, les effets de la mondialisation, l'aspect central de la démocratie socialiste ainsi qu'une première étape « à gauche du possible ».
- Tout ceci doit donc entraîner la création d'un nouveau parti, un « parti anticapitaliste large » appelé de ses vœux. Ce projet a pour originalité de s'ouvrir également à ceux qui ne se reconnaissent pas nécessairement dans le « marxisme révolutionnaire » de la LCR. Il est défini comme étant « stratégiquement non délimité »[réf. souhaitée].

En juin 1994 intervient une scission des militants de Démocratie et Révolution (Gérard Filoche). Démocratie et Révolution rejoint le Parti socialiste (PS) en octobre 1994 et devient sous le nom de Démocratie et Socialisme le mensuel de la Gauche socialiste, courant du PS où se retrouvent notamment les anciens de Questions socialistes.
Il y a[Quand ?] une scission de militants du Mouvement d'action syndicale (MAS), qui fondent Questions socialistes. En 1992, Questions socialistes rejoint le Parti socialiste (PS).

### 1995-2000: phase de transition
En 1995, la LCR ne présente pas de candidat à l'élection présidentielle, et appelle à voter pour Robert Hue, Arlette Laguiller ou Dominique Voynet.
La LCR se revigore à partir du mouvement de novembre-décembre 1995 contre le plan Juppé. La LCR considère que ce fut la « première révolte anti-libérale ». Par la suite, la LCR s'immerge dans le mouvement altermondialiste, né à la suite des manifestations de Seattle en 1999 ou Gênes en 2001.
En même temps, se met en place la « gauche plurielle » rassemblant le Parti socialiste, le Parti communiste, le PRG, le MRC ou encore les Verts, cette fois-ci sans programme commun. La LCR ne participe pas à cette nouvelle union de la gauche, qui ne s'inscrit pas dans une lutte contre le capitalisme.
Lors des élections européennes de 1999, la LCR se présente derrière une candidature commune avec Lutte ouvrière. Pour la première fois lors de cette élection, l'extrême-gauche obtient cinq députés dont deux sont de la LCR (Alain Krivine et Roseline Vachetta). Le 20 janvier 2000, les eurodéputés de la LCR s'abstiennent sur une initiative du parlement européen sur la taxe Tobin, ce qui est critiqué par des députés français comme Alain Lipietz. La LCR confirme cette abstention car il s'agissait d'établir une commission sur la question dirigée par Charles Pasqua.

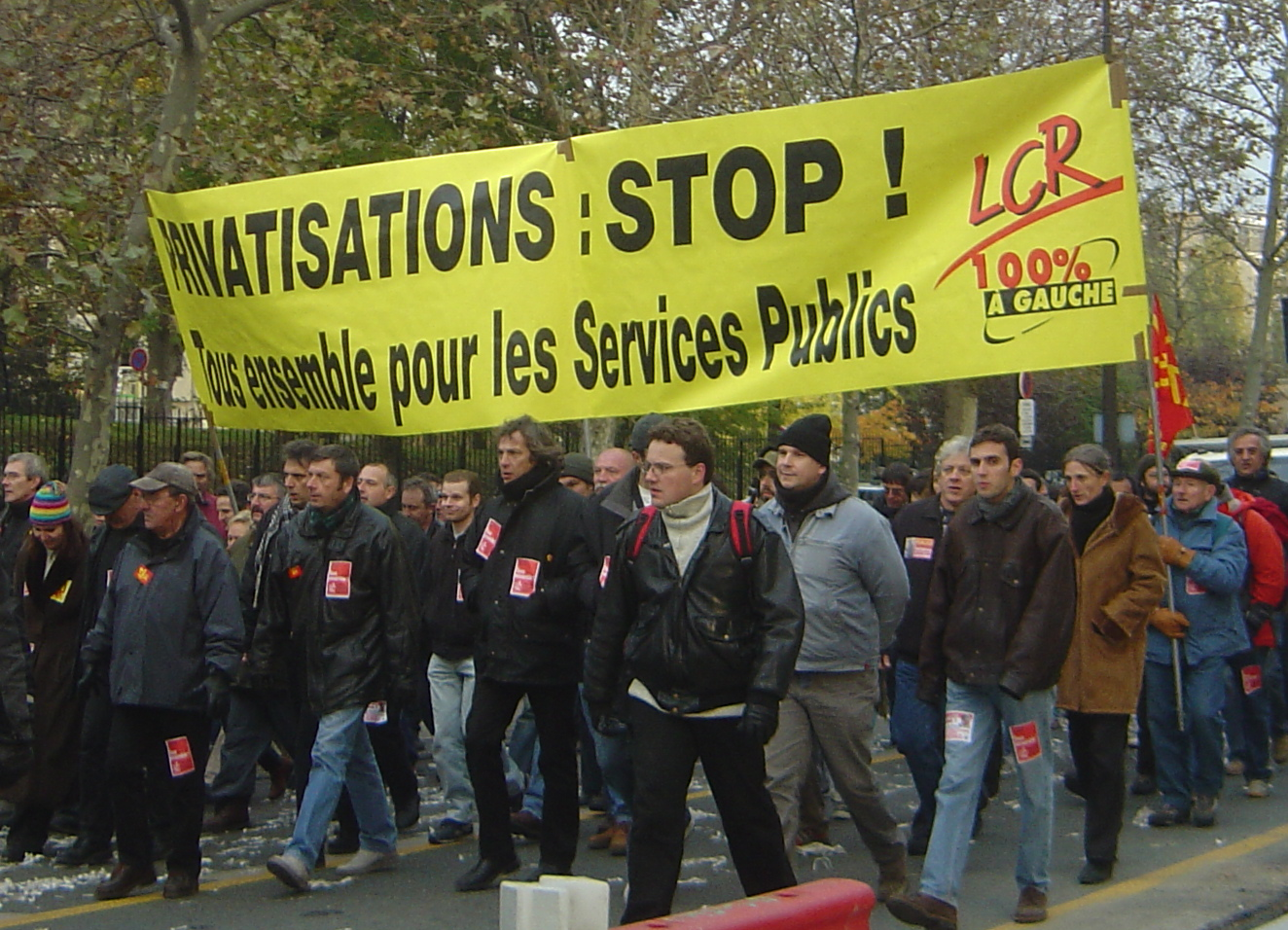
Manifestation en faveur des services publics à Paris, France, 19 novembre 2005.

### 2002-2009: pointe de popularité

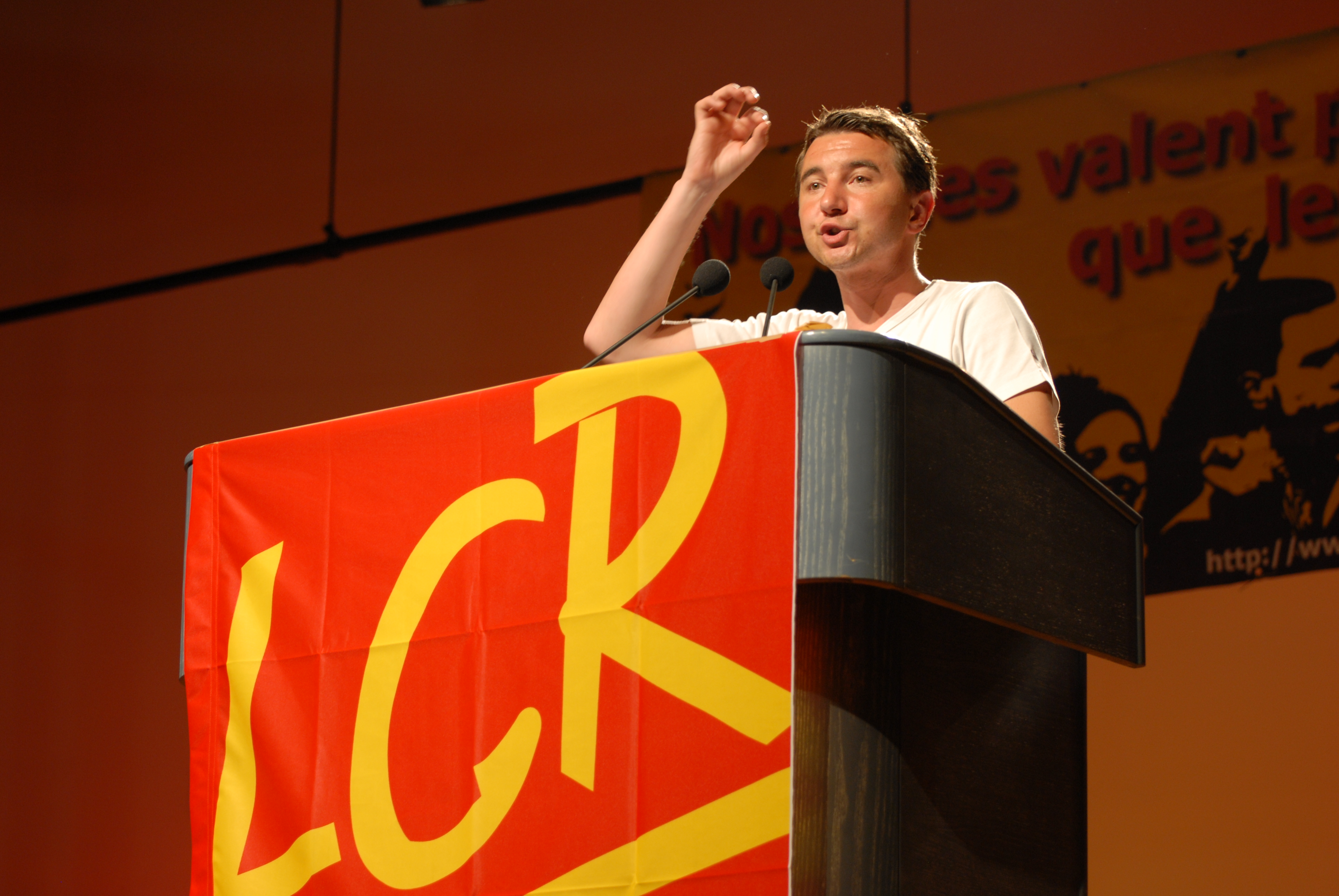
Olivier Besancenot en meeting à Toulouse.

Lors de l’élection présidentielle de 2002, après le refus de Lutte ouvrière de continuer l'aventure des listes communes de 1999, la LCR décide de présenter un candidat LCR pour la première fois depuis 1974 et la candidature d'Alain Krivine. Il s'agit d'Olivier Besancenot un jeune facteur de 27 ans inconnu dans le monde politique qui a été un an assistant parlementaire d'Alain Krivine au Parlement européen (1999-2000) Sa personnalité connaît un réel succès médiatique et il remporte 4,25 % des voix soit plus que le PCF, qui obtient 3,37 % des voix. À la suite de cette élection, la LCR connaît une augmentation du nombre de ses adhérents (environ 3 000) et de sa popularité. Entre les deux tours, la LCR appelle à « battre Le Pen dans la rue et dans les urnes », ce qui est interprété comme un appel à voter Chirac, au contraire de Lutte ouvrière et du Parti des travailleurs.
Pour les élections régionales et européennes de 2003 et 2004, Lutte ouvrière ayant proposé de faire liste commune, la LCR accepte pour créer un pôle « à gauche de la gauche plurielle » mais malgré un résultat supérieur à celui des élections régionales de 1998, elle n'arrive pas à profiter de sa popularité avec l'effet « vote utile » en faveur du PS. En 2005, la LCR s'engage dans la campagne pour le « non » à la Constitution européenne à travers les collectifs unitaires de la Fondation Copernic auxquels participent certains militants du « non » de gauche (PC, PS, Verts, etc.). Grâce à cette campagne, la LCR et son porte parole, Olivier Besancenot connaissent un regain de popularité. Alain Krivine n'a pas souhaité se représenter pour être élu au bureau politique en janvier 2006.
La suite de la campagne pour le Non à la Constitution européenne amène d'importants remous au sein de la LCR. De nombreux débats animent l'organisation quant à l'attitude à adopter à propos du projet de candidatures unitaires de la gauche antilibérale. Lors d'une conférence nationale en juillet 2006 la LCR déclare la candidature d'Olivier Besancenot. Les tendances partisanes du processus unitaire antilibéral maintiennent leur participation aux collectifs antilibéraux. Une minorité de la LCR avec Christian Picquet et Léonce Aguirre cherche à poursuivre l'objectif d'une candidature unitaire antilibérale, la conférence nationale ayant déclaré la possibilité d'un retrait de la candidature d'Olivier Besancenot en cas d'accord avec les autres composantes et les collectifs. La majorité, avec François Sabado, Alain Krivine, Daniel Bensaïd, Ivan Lemaitre, appuie essentiellement la nécessité de refuser tout accord avec le Parti socialiste. Le Parti communiste français ne semble pas répondre aux critères d'indépendance vis-à-vis du Parti socialiste. Toutes les tendances de la LCR estiment indispensable l'affirmation de l'indépendance vis-à-vis du PS. Le désaccord à l'origine de cette forte polémique dans la LCR est de nature stratégique : la minorité pensant qu'il est possible de mener une bataille politique dans les collectifs pour obtenir une amélioration du programme et affirmer l'indépendance face au PS et la majorité pensant qu'il n'est plus possible de gagner des avancées positives dans les collectifs antilibéraux.
Le 22 avril, la LCR, par la candidature d'Olivier Besancenot, recueille 1 498 581 voix, soit 4,08 %, à l'élection présidentielle, ce qui représente une baisse en pourcentage (4,24 % des suffrages en 2002) mais une augmentation numérique de 287 019 voix par rapport à l'élection de 2002. La LCR se hisse alors à la 5e position et devient la deuxième force de gauche après le PS. À la suite du 2e tour qui oppose Nicolas Sarkozy à Ségolène Royal, Olivier Besancenot appelle ses électeurs à manifester le 1er mai pour les « mesures d’urgence sociales » qu'il a défendues durant la campagne, avant d'appeler à « voter contre Nicolas Sarkozy, sans pour autant soutenir Ségolène Royal » dans ce qui lui semble un « référendum anti-Sarkozy ».
Au premier tour des élections législatives, la LCR décide de présenter pour la première fois 492 candidats sur tout le territoire français. Avec un total d'un peu moins de 529 000 voix, la LCR progresse de 209 000 suffrages par rapport à 2002 (elle avait alors totalisé 320 000 voix dans 441 circonscriptions).
La LCR échappe donc au recul qui touche l'ensemble des autres composantes de la gauche en dehors du PS. La majorité des militants estiment qu'il s'agit d'une « victoire » qui cautionne la ligne politique de critique ferme de la social-démocratie et du social-libéralisme (PS, PCF, Verts, etc.) ; d'autres, très minoritaires, pensent que la présence de la LCR lors de ce cycle électoral a pu participer à l'échec des autres partis de la gauche du « non ».

### 2009: disparition dans le NPA
À l'issue des élections de 2007, la Ligue communiste révolutionnaire (LCR) annonce la volonté de créer un nouveau parti anticapitaliste implanté dans la jeunesse, les entreprises, les services publics, les quartiers populaires. Elle propose ainsi à tous les anticapitalistes de se rassembler pour construire les mobilisations qui, pour elle, doivent préparer un changement radical, révolutionnaire, de la société[réf. souhaitée].
Cette voie la conduit à s'auto-dissoudre dans le Nouveau Parti anticapitaliste (NPA) lors de son congrès de dissolution le 5 février 2009.
Dans la même période, le chef de file de la tendance minoritaire avec Christian Surmonne et Michelle Ernis, Christian Picquet perd son statut de permanent en mars 2008, puis décide en mars 2009 de lancer son propre mouvement, Gauche unitaire afin de participer au Front de gauche avec le PCF et le PG pour les élections européennes de 2009.

## Résultats électoraux
À l'élection présidentielle de 2002, la LCR était représentée par Olivier Besancenot, le plus jeune candidat à ce poste (4,25 % des voix).
Aux élections régionales de 2004, l'alliance Lutte ouvrière (LO)-LCR a obtenu un score national de 4,97 % alors que les scores additionnés des candidats de Lutte ouvrière et de la LCR à l'élection présidentielle de 2002 approchaient les 10 %.
Elle n'enregistre cependant qu'un léger recul par rapport aux élections européennes, où la candidate de l'alliance, Arlette Laguiller avait totalisé 5,18 % des voix, et améliore même les scores globaux de l'extrême gauche aux élections régionales de 1998.

### Élections présidentielles
| Année | Candidat                                                                               | Premier tour                                                                           | Premier tour                                                                           |
| Année | Candidat                                                                               | %                                                                                      | Rang                                                                                   |
| ----- | -------------------------------------------------------------------------------------- | -------------------------------------------------------------------------------------- | -------------------------------------------------------------------------------------- |
| 1969  | Alain Krivine (LC)                                                                     | 1,06                                                                                   | 7e                                                                                     |
| 1974  | Alain Krivine (FCR)                                                                    | 0,37                                                                                   | 9e                                                                                     |
| 1981  | appel à voter Arlette Laguiller (LO) ou Georges Marchais (PCF)                         | appel à voter Arlette Laguiller (LO) ou Georges Marchais (PCF)                         | appel à voter Arlette Laguiller (LO) ou Georges Marchais (PCF)                         |
| 1988  | implication dans la campagne de Pierre Juquin (dissident du PCF)                       | implication dans la campagne de Pierre Juquin (dissident du PCF)                       | implication dans la campagne de Pierre Juquin (dissident du PCF)                       |
| 1995  | appel à voter Dominique Voynet (Les Verts), Robert Hue (PCF) ou Arlette Laguiller (LO) | appel à voter Dominique Voynet (Les Verts), Robert Hue (PCF) ou Arlette Laguiller (LO) | appel à voter Dominique Voynet (Les Verts), Robert Hue (PCF) ou Arlette Laguiller (LO) |
| 2002  | Olivier Besancenot                                                                     | 4,25                                                                                   | 8e                                                                                     |
| 2007  | Olivier Besancenot                                                                     | 4,08                                                                                   | 5e                                                                                     |

### Élections européennes
| Année | %    | Sièges | Rang | Tête de liste     | Groupe  |
| ----- | ---- | ------ | ---- | ----------------- | ------- |
| 1979a | 3,08 | 0 / 81 | 6e   | Arlette Laguiller | -       |
| 1984  |      |        |      |                   |         |
| 1989  |      |        |      |                   |         |
| 1994  |      |        |      |                   |         |
| 1999a | 5,18 | 2 / 87 | 9e   | Arlette Laguiller | GUE/NGL |
| 2004a | 2,60 | 0 / 74 | 8e   | -                 | -       |

a Liste commune avec la LO, qui en 1999 remporte quant à elle, trois sièges.

## Idées
La Ligue communiste révolutionnaire lutte pour une démocratie ouvrière, le « pouvoir des travailleurs » sur l'économie. Cette société serait mise en place par la révolution socialiste ainsi que l'abolition du capitalisme. Elle soutient activement et participe à tous les mouvements sociaux et défend sur le plan électoral la mise en place d'un « plan d'urgence sociale », qui compte parmi lui des mesures telles que la hausse du SMIC à 1 500 € net par mois, l'interdiction des licenciements, l'abrogation de tous les contrats dits précaires, l'élection d'une Assemblée constituante pour une nouvelle république. Cette démarche s'inscrit dans l'optique d'un « programme de transition » défendu par Trotski dans son ouvrage du même nom. Elle se bat aussi entre autres pour l'écologie, la liberté de circulation, l'internationalisme, le féminisme et une démocratie autogestionnaire[réf. nécessaire].
La Ligue communiste révolutionnaire se réclame du « marxisme révolutionnaire ». Elle défend donc l'idée de lutte des classes et analyse la société et ses mouvements en utilisant les outils d'analyses marxistes que sont le matérialisme dialectique et le matérialisme historique[réf. nécessaire].

## Vie interne
La LCR est caractérisée par le droit de tendance offrant aux minorités en son sein, en désaccord ou non avec les stratégies de la majorité de l'organisation, d'exprimer leurs idées. Lors d'un congrès, les différents courants de pensée se cristallisent en plateformes (on utilise de façon alternée des lettres et des chiffres pour désigner les plateformes — ainsi les plateformes du congrès de janvier 2008 s'appellent A, B et C, là où lors du congrès précédent elles s'appelaient 1, 2, 3, 4 et 5). Chaque plateforme a le droit à un financement de ses activités de préparation du congrès, à la publication de tribunes dans le journal hebdomadaire, etc. La direction nationale, élue par le congrès, d'une centaine de membres, comprend des représentants de chaque plateforme au prorata des votes lors du congrès[réf. souhaitée].
Entre les congrès également, différents courants ont le droit de produire des publications. Ainsi, par exemple, les courants Avanti, Unir, Démocratie révolutionnaire, Que faire ? (Socialisme par en bas) et Socialisme international, produisent des bulletins électroniques ou des revues.
Autre élément important, la direction nationale est paritaire — moitié hommes, moitié femmes. L'ordre du jour d'une réunion de la direction nationale peut également comprendre un temps réservé pour des réunions non-mixte, permettant aux membres femmes de discuter des questions concernant l'oppression des femmes et pour s'assurer que ces problématiques sont suffisamment prises en compte par la direction nationale[réf. nécessaire].

## Jeunes
La LCR est dotée d'un mouvement de jeunes : les Jeunesses communistes révolutionnaires (JCR). Ils sont essentiellement présents dans les lycées et les universités, mais aussi dans plusieurs centres de formations d'apprentis (CFA). Ils disposent de plusieurs sections « Jeunes travailleurs ». Les JCR sont autonomes de leur organisation mère, leur permettant entre autres une plus ample liberté d'action et de décisions tout en restant étroitement liées à la LCR. Les JCR éditent un journal mensuel nommé Red. Le débat continue au sein de la LCR sur la meilleure façon de coordonner les deux organisations[réf. nécessaire].
Les JCR ont décidé de participer à la construction du Nouveau Parti Anticapitaliste. Leur approche souligne leur avis qu'il faudrait qu'il s'agisse d'un parti révolutionnaire en plus d'être anticapitaliste (ainsi les affiches « Pour construire un parti anticapitaliste et révolutionnaire »).
Les JCR se sont auto-dissoutes, à l'occasion de leur dernier congrès, pour entrer dans le NPA en 2008.
Il existe aussi des sections jeunes de la LCR. Ce sont des sections à part entière qui ont des activités globalement similaires à celles des JCR. Les sections jeunes sont généralement implantées dans les villes où les JCR n'existent pas, soit par manque d'implantation, soit par volonté des jeunes concernés d'être partie prenante du Parti, posant alors le problème de l'autonomie politique avec les militants « adultes ». La plupart de ces sections jeunes ont été fondées à la suite d'un désaccord avec la ligne politique majoritaire des [réf. souhaitée].

## Publications
La LCR éditait un journal hebdomadaire, Rouge, et une revue théorique trimestrielle, Critique communiste.
Rouge a publié son dernier numéro le 12 février 2009, et Critique Communiste a cessé sa parution en février également, fusionnant avec la revue Contretemps. Les deux journaux laissant la place au système de presse du Nouveau Parti Anticapitaliste[réf. souhaitée].

### Filmographie
- L'épreuve des urnes, une organisation dans la campagne présidentielle 2007 de Fred Hilgemann (2008)